# Hamilton Academical Football Club 2017-2018
Questa voce raccoglie le informazioni riguardanti l'Hamilton Academical Football Club nelle competizioni ufficiali della stagione 2017-2018.

## Stagione
- In Scottish Premiership l'Hamilton Academical si classifica al 10º posto (33 punti), dietro al Dundee e davanti al Partick Thistle.
- In Scottish Cup viene eliminato al quarto turno dal Motherwell (2-0).
- In Scottish League Cup viene eliminato al secondo turno dall'Aberdeen (0-1).

## Maglie e sponsor
| Casa | Trasferta |

## Rosa
| N. |                        | Ruolo | Calciatore              |
| -- | ---------------------- | ----- | ----------------------- |
| 1  | Inghilterra (bandiera) | P     | Gary Woods              |
| 2  | Grecia (bandiera)      | D     | Giannīs Skondras        |
| 3  | Scozia (bandiera)      | D     | Scott McMann            |
| 4  | Inghilterra (bandiera) | C     | Ross Jenkins            |
| 4  | Scozia (bandiera)      | D     | Michael Devlin          |
| 5  | Francia (bandiera)     | D     | Xavier Tomas            |
| 6  | Inghilterra (bandiera) | C     | Charlie Scott           |
| 6  | Scozia (bandiera)      | C     | Grant Gillespie         |
| 7  | Scozia (bandiera)      | C     | Dougie Imrie (capitano) |
| 8  | Inghilterra (bandiera) | A     | Mickel Miller           |
| 8  | Scozia (bandiera)      | C     | Greg Docherty           |
| 9  | Inghilterra (bandiera) | A     | Rakish Bingham          |
| 10 | Inghilterra (bandiera) | C     | Daniel Redmond          |
| 11 | Scozia (bandiera)      | C     | Ali Crawford            |
| 12 | Scozia (bandiera)      | P     | Ryan Fulton             |
| 13 | Cipro (bandiera)       | D     | Alex Gogić              |
| 14 | Scozia (bandiera)      | A     | Botti Biabi             |

| N. |                        | Ruolo | Calciatore        |
| -- | ---------------------- | ----- | ----------------- |
| 15 | Paesi Bassi (bandiera) | D     | Kenny van der Weg |
| 16 | Scozia (bandiera)      | C     | David Templeton   |
| 17 | Scozia (bandiera)      | A     | Louis Longridge   |
| 18 | Scozia (bandiera)      | C     | Darian McKinnon   |
| 19 | Scozia (bandiera)      | P     | Darren Jamieson   |
| 20 | Argentina (bandiera)   | A     | Antonio Rojano    |
| 21 | Italia (bandiera)      | C     | Massimo Donati    |
| 21 | Scozia (bandiera)      | C     | Lewis Smith       |
| 22 | Scozia (bandiera)      | C     | Darren Lyon       |
| 23 | Scozia (bandiera)      | C     | Ronan Hughes      |
| 24 | Scozia (bandiera)      | A     | Ryan Tierney      |
| 25 | Scozia (bandiera)      | C     | Lewis Ferguson    |
| 27 | Scozia (bandiera)      | D     | Shaun Want        |
| 28 | Scozia (bandiera)      | C     | Ross Cunningham   |
| 30 | Scozia (bandiera)      | A     | Steven Boyd       |
| 89 | Grecia (bandiera)      | D     | Georgios Sarris   |
| 99 | Grecia (bandiera)      | A     | Marios Ogkmpoe    |